# Il frullo del passero
Il frullo del passero è un film del 1988 diretto da Gianfranco Mingozzi.
Il soggetto è tratto dall'omonimo breve racconto di Tonino Guerra.

## Trama
A Novafeltria, un paese della Romagna la vita tranquilla di Silvana è giunta ad una svolta dopo la morte del suo amante che l'aveva sino ad allora mantenuta. La giovane sta per partire quando l'amico del morto, il ricco vedovo Gabriele, le propone di rimanere offrendole una vita facile e comoda a patto che ella presti ascolto ai racconti delle sue giovanili avventure amorose.
Il fascino della parola di Gabriele seduce Silvana e la eccita tanto che la giovane si abbandona ad una focosa relazione con un prestante giovanotto conosciuto per caso nella vicina cittadina.
A questo punto Silvana dovrebbe decidere di andare a vivere con il bel giovane ma si rende conto che invece si è per la prima volta veramente innamorata di un uomo e quest'uomo è Gabriele che pur non avendola sfiorata neppure con un dito è riuscito con le parole a raggiungere lo scopo di farla innamorare.

## Accoglienza

### Critica
«Esaminando contestualmente il film e il racconto Il frullo del passero, da Il polverone di Tonino Guerra, si sarebbe tentati di affermare la superiorità della letteratura sul cinema.»
«Film insolito, troppo lambiccato perché lo si possa dire pienamente riuscito ma non lontano dal centrare il bersaglio d'un cinema fantasioso e intrigante.»

## Riconoscimenti
- 1989  – David di Donatello
  - Migliore canzone originale a Lucio Dalla e Mauro Malavasi per Felicità